# Michel Havard
Pour les articles homonymes, voir Havard.
Michel Havard, né le 24 mars 1967 à Clermont-Ferrand, est un ancien homme politique français, ancien membre du parti Les Républicains. Député du Rhône de 2007 à 2012, il a été le candidat de la droite et du centre pour les élections municipales à Lyon en mars 2014. De 2008 à 2020, il a été conseiller municipal et conseiller de la Métropole de Lyon.
Après les élections municipales de 2014, il commence à prendre du recul sur la vie politique et reconstruit une vie professionnelle dans l'environnement en travaillant comme directeur du développement France dans une PME de la région lyonnaise, Biloba Environnement, spécialisée dans la fabrication de conteneurs à déchets.
En juillet 2017, il rejoint à nouveau le groupe Suez où il exerce les fonctions de directeur du développement de la région Auvergne-Rhône-Alpes.

## Origines et famille
Michel Havard est le cadet d'une famille de trois enfants, il a un frère aîné et une jeune sœur. Il est le fils de Jean-Pierre Havard, commissaire de police aux Renseignements généraux (RG), et d'une mère comptable dans un collège. Après le Puy-de-Dôme où il est né, sa famille réside, au gré des mutations d’un père policier, à Cherbourg, Aurillac, et Toulon. Son père est alors nommé directeur adjoint des RG à Lyon et la famille s'installe en périphérie de la ville, dans la commune de Pierre-Bénite.
Élève au collège Marcel Pagnol de Pierre-Bénite puis au lycée du Parc Chabrières à Oullins.

## Début de carrière
Diplômé de Sciences Po Lyon (1989-1991) et titulaire d'un DEA de droit européen délivré par l'université Jean Moulin Lyon 3 (1991), il devient consultant en droit européen auprès de PME de 1993 à 1996. Il rejoint ensuite le grand Lyon en 1996 comme chargé de mission du groupe des Indépendants du Grand Lyon puis comme assistant parlementaire d'Henry Chabert (député RPR) de 1997 à 2001.
De 1995 à 2001, il occupe le poste d'adjoint au commerce et à l'artisanat à la mairie du 5e arrondissement de Lyon et devient également assistant parlementaire de 1997 à 2001.
Il décide ensuite de rejoindre le privé en intégrant le Groupe SAUR jusqu'en 2005 puis Suez Environnement de 2006 à 2007.  

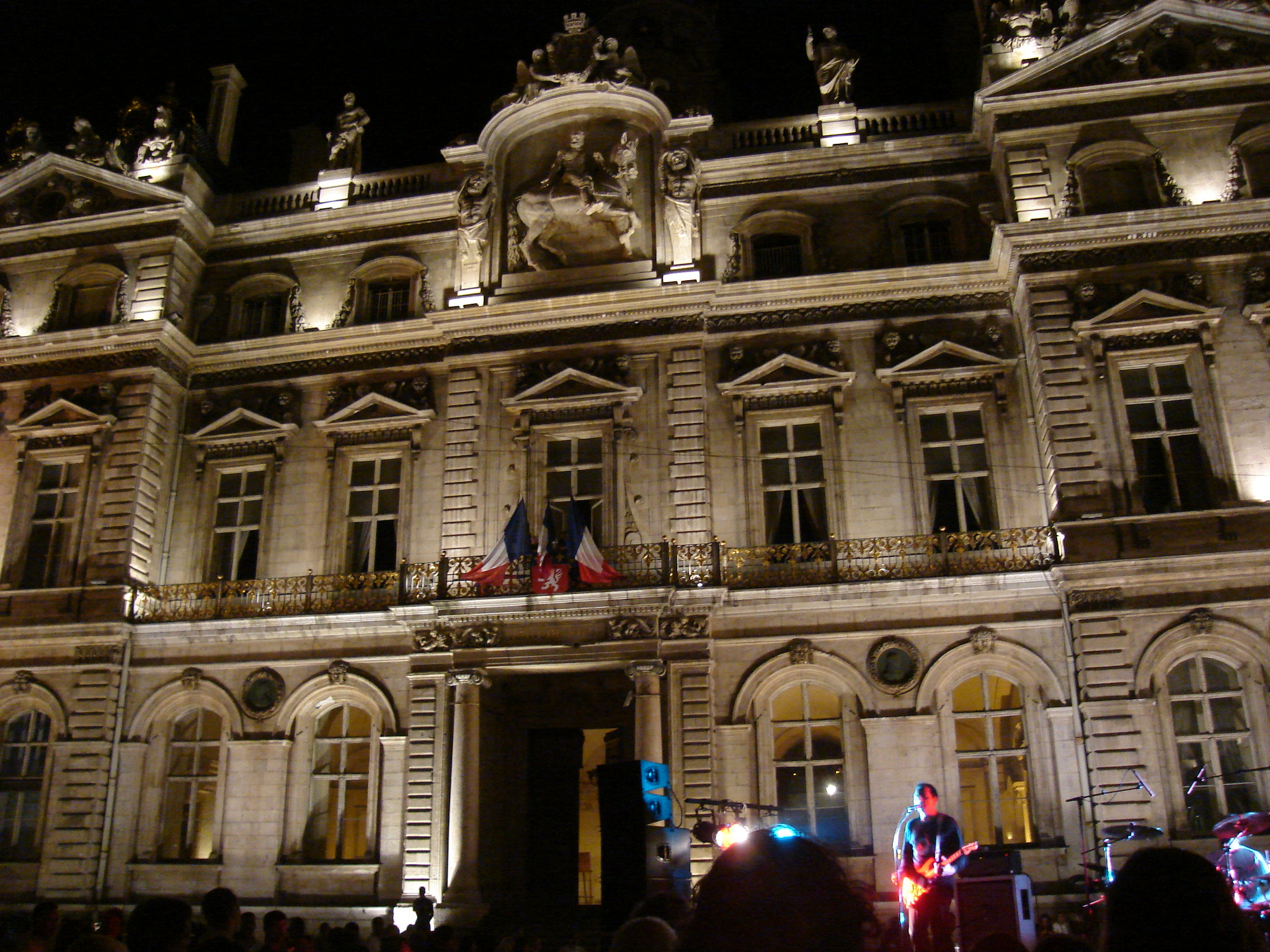

## Vie privée
Il est père de deux enfants.

## Engagement politique local
Michel Havard s’inscrit en politique dès ses études supérieures où il crée Europe Info, une association qu’il présidera pendant ses deux années à Lyon 3. Celle-ci était destinée à expliquer aux citoyens, et non pas seulement aux étudiants, le rôle des institutions européennes.
À 27 ans, il est élu sur la liste UDF/RPR à la mairie du 5e arrondissement de Lyon où il est désigné adjoint au commerce, à l'artisanat, au tourisme et à la sécurité.
En 2004, il se présente dans le 5e canton de Lyon lors des élections cantonales. Il est élu conseiller général le 28 mars avec 50,34 % des voix.
Ainsi, il devient un acteur majeur dans la vie politique lyonnaise. À l'issue des élections de mars 2008, il quitte le conseil général et  est choisi pour être le président du groupe municipal d'opposition « Ensemble pour Lyon ».
Le 24 février 2011 il annonce sa candidature à la primaire de droite et du centre-droit pour la mairie de Lyon pour les élections municipales de 2014. . Il emporte la primaire au second tour contre Georges Fenech et devient donc le candidat de la droite et du centre-droit pour le scrutin. 
Candidat UMP aux élections municipales de 2014 , il sera battu au premier et au second tour par Gérard Collomb et ses listes. Parmi ses grands projets, on retiendra la proposition de réalisation d'une ligne de métro entre la gare Saint Paul et Lyon Part-Dieu ainsi qu'un grand plan de réussite scolaire pour les enfants lyonnais des quartiers difficiles.

## Engagement politique national
Le 16 juin 2007, il est élu député de la XIIIe législature (2007-2012), dans la première circonscription du Rhône avec 51,6 % des voix contre 48,4 %. En battant le candidat des radicaux de gauche Thierry Braillard, il succède ainsi à Anne-Marie Comparini, députée UDF/MoDem sortante, éliminée dès le premier tour.
Le président de la République, Nicolas Sarkozy, lui confie le 19 août 2009 une mission sur la mise en œuvre des bilans carbone qui entre dans le cadre de la loi "Grenelle 2". Il remettra son rapport le 31 décembre 2009.
Le 17 juin 2012, il perd son siège de député de la 1re circonscription du Rhône. Il est battu au deuxième tour par Thierry Braillard (PRG) qui obtient 53,78 % des voix.

## Engagements associatifs
En parallèle, il a été entre juin 2009 et Septembre 2016 le président de l'association HQE ; association reconnue d'utilité publique dans le domaine de la construction durable. À ce titre, il participe à la création France GBC, branche française du World Green Building Council.
De 2011 à 2015, il a été également président de l'association Bilan Carbone.

## Mandats
- 1995 - 2001 : Adjoint au Maire du cinquième arrondissement de Lyon (adjoint au commerce, à l'artisanat, au tourisme et à la sécurité)
- 2004 - 2008 : Conseiller général du Rhône (élu dans le 5e canton de Lyon)
- 2007 - 2012 : Député de la 1re circonscription du Rhône (membre de la Commission du développement durable et de l'aménagement du territoire & Président du groupe de travail « Eau, biodiversité, santé, risques naturels » )
- 2008 - 2014 : Conseiller municipal de Lyon (président du groupe UMP & apparentés - Ensemble pour Lyon, principal groupe d’opposition)
- depuis 2014 : conseiller municipal de Lyon (président du groupe Les Républicains & Apparentés - Ensemble pour Lyon, principal groupe d'opposition) et conseiller métropolitain à la Métropole de Lyon.

## Anciennes fonctions au sein du partiLes Républicains(UMP)
Au sein de l'UMP, Michel Havard succède à Jean Girma au poste de Secrétaire départemental du Rhône de 2004 à 2008.
Au niveau national pour l'UMP, il a été secrétaire national chargé des fédérations puis secrétaire national chargé de la mobilité des transports urbains.
Il n'exerce aujourd'hui plus aucune fonction.